# Balacra similis
Balacra similis là một loài bướm đêm thuộc phân họ Arctiinae, họ Erebidae.